# No Reservations (televisieprogramma)
No Reservations is een Amerikaans televisieprogramma van Travel Channel, dat in Nederland wordt uitgezonden door 24Kitchen.
In het programma reist chef-kok Anthony Bourdain de wereld rond en deelt hij het lokale culinaire landschap met de kijkers. Hij doet dit op zijn eigenzinnige manier, waarbij hij zijn scherpe tong en bijzondere persoonlijkheid niet ongebruikt laat. In de serie is Bourdain onder meer te zien terwijl hij de oogbal van een bloedig zeehondenkarkas eet en gaat hij op hagedissenjacht in de woestijn. Het programma is bekroond met een prestigieuze Emmy Award.